# Phalops laminifrons
Phalops laminifrons là một loài bọ cánh cứng trong họ Bọ hung (Scarabaeidae).